# Toxorhina trichorhyncha
Toxorhina trichorhyncha är en tvåvingeart som beskrevs av Edwards 1926. Toxorhina trichorhyncha ingår i släktet Toxorhina och familjen småharkrankar. Inga underarter finns listade i Catalogue of Life.